# Frontera entre Laos y Tailandia
La frontera entre Laos y Tailandia está formada por gran parte del curso del río Mekong, ubicándose Tailandia sobre el margen derecho del río (al oeste) y Laos sobre su margen izquierdo (oriental), excepto por las provincias laosianas sobre el margen derecho: al noroeste, la provincia de Sainyabuli, y en el extremo sur, una parte de la provincia de Champasak.
Al nivel de la provincia de Sainyabuli, la frontera sigue la línea divisoria de aguas entre la cuenca del Nan (afluente del Chao Phraya) y del Mekong. Al nivel de la provincia de Champasak, sigue el límite sur de la cuenca del Mun (afluente de Mekong) hasta la frontera entre Camboya y Tailandia.
Todas las islas del Mekong forman parte del territorio laosiano.
En diciembre de 2013 existían cuatro puentes transfronterizos :
- el puente de la amistad lao-tailandesa, entre Nong Khai en Tailandia y Vientián en Laos desde 1994;
- el segundo puente de la amistad lao-tailandesa, entre Mukdahan en Tailandia y Savannakhet en Laos desde 2006;
- el tercer puente de la amistad lao-tailandesa, entre Nakhon Phanom y Thakhek, desde noviembre de 2011.
- el puente de Houei Sai, inaugurado el 11 de diciembre de 2013.[2]

## Historia

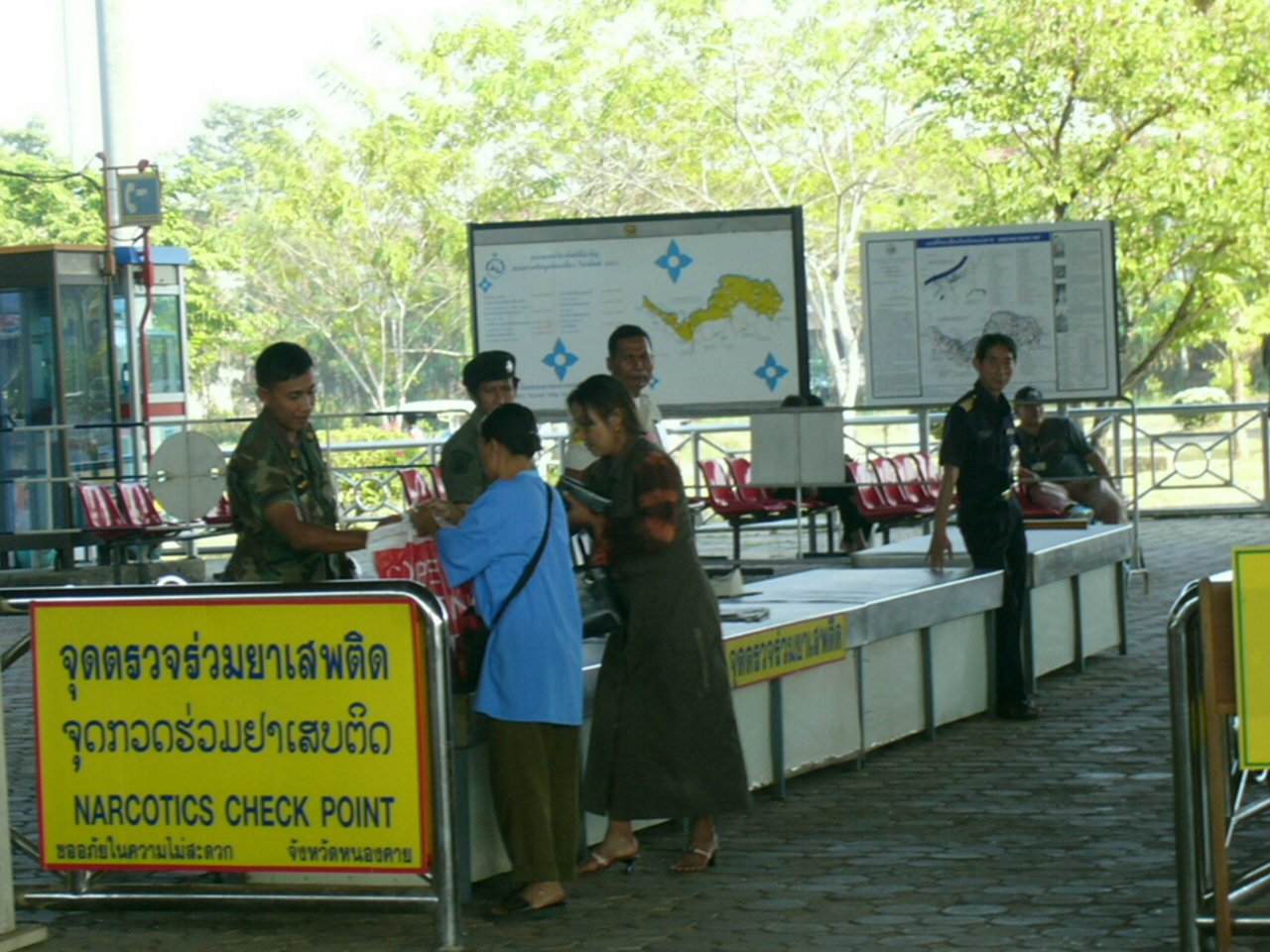
Soldados laosianos controlado la frontera por el Puente de la Amistad.

El trazado de la frontera fue fijado conjuntamente por Francia y Siam en 1907; Francia, en  una época donde los imperios coloniales franceses y británicos estaban en expansión en el Sudeste Asiático, obtuvo la cesión de dos porciones de territorio ubicado sobre el margen derecho del Mekong, en beneficio de Laos sobre el cual ejercía un protectorado.
Varios desacuerdos respecto a este asunto (en particular debido al aprovechamiento de concesiones forestales) fueron el origen de tensiones y de incidentes violentos durante la década 1980, el más grave siendo la «guerra de los cerros» en la provincia de Sainyabuli, entre diciembre de 1987 y el alto el fuego del 19 de febrero de 1988, que, al parecer, dejó cerca de mil muertos por ambos lados. Desde entonces, los dos estados se han acercado y la frontera ya no está en disputa.